# Посёлок разъезда Яхино
Посёлок разъезда Яхино или Разъезд Яхино (баш. Яхъя разъезы) — упраздненный в 2005 году населённый пункт в Салаватском районе Башкортостана России. Входил на годщ упразднения в состав Ишимбаевского сельсовета.

## Географическое положение
Расстояние до:
- районного центра (Малояз): 30 км,
- центра сельсовета (Ишимбаево): 5 км,
- ближайшей ж/д станции (Яхино): 0 км.

## История
Посёлок появился при строительстве железной дороги в 1880-х годах как железнодорожная будка. В селении жили семьи тех, кто обслуживал инфраструктуру разъезда Яхино.
Закон № 211-з «О внесении изменений в административно-территориальное устройство Республики Башкортостан в связи с образованием, объединением, упразднением и изменением статуса населённых пунктов, переносом административных центров» от 20 июля 2005 года объединил его с деревней Яхино.

## Инфраструктура
В 1925 году состоял из одного дворохозяйства.